# Vogtlandkreis
Vogtlandkreis este un district rural (în germană Landkreis) în landul Saxonia, Germania. 